# Judith Klinman
Judith P. Klinman (née en 1941) est une chimiste, biochimiste et biologiste moléculaire américaine connue pour ses travaux sur la catalyse enzymatique. Elle est devenue la première femme professeure de sciences physiques à l'Université de Californie à Berkeley en 1978,, où elle est maintenant professeure à la Graduate School et Chancellor's Professor. En 2012, elle a reçu la National Medal of Science des mains du président Barack Obama. Elle est membre de l'Académie nationale des sciences, l'Académie américaine des arts et des sciences, l'Association américaine pour l'avancement des sciences et de la Société américaine de philosophie.

## Jeunesse
Klinman est née le 17 avril 1941 à Philadelphie, Pennsylvanie. Quand Klinman avait deux ans, son père a quitté la famille. La mère de Klinman a vendu sa maison et ses biens et a déménagé avec Klinman à Miami Beach, en Floride, pendant un certain temps, avant de retourner à Philadelphie pour trouver du travail. La mère de Klinman s'est ensuite remariée et elle a donc été élevée par sa mère et son beau-père. Ni sa mère ni son beau-père n'ont obtenu de diplôme universitaire, mais son beau-père a fréquenté l'Université Drexel pendant deux ans, mais a abandonné en raison de la Grande Dépression et a ensuite trouvé du travail dans la vente de meubles. Klinman s'est d'abord intéressée au ballet, mais son intérêt pour la chimie a été piqué par son professeur de chimie au lycée. Elle a reçu une bourse partielle de son lycée, Overbrook High School (en), pour aller à l'université, obtenant la deuxième place de sa classe. Klinman a décidé de s'inscrire au College for Women de l'Université de Pennsylvanie, malgré la pression de sa famille pour devenir technicienne de laboratoire et se marier.

## Éducation et formation
À partir de 1958, Klinman a étudié la chimie à l'Université de Pennsylvanie (UPenn). Pendant ses études universitaires, Klinman était technicienne de laboratoire à la Fondation Eldridge R. Johnson pour la recherche en physique médicale à l'UPenn. Elle a obtenu son baccalauréat en chimie en 1962. Klinman a postulé à l'école de médecine et d'études supérieures, et a été accepté dans les deux. En 1962, Klinman s'est inscrite au programme d'études supérieures en chimie de l'Université de New York (NYU). Klinman attribue à son temps à NYU le fait d' "avoir ouvert [ses] yeux sur l'excitation et la beauté des mécanismes de réaction organiques". Après un an à New York, elle est retournée à Philadelphie et s'est inscrite à l'UPenn pour des études supérieures. Travaillant dans le laboratoire du chimiste organique physique Prof. Edward R. Thornton, Klinman a étudié la cinétique d'hydrolyse des imidazoles benzyl-substitués. Elle a obtenu son doctorat en 1966.
En 1966, Klinman s'est rendue à l'Institut Weizmann en Israël pour mener des recherches postdoctorales avec le Prof. David Samuel. Elle travaillait au Département des isotopes, qui disposait d'une grande quantité d'eau lourde pouvant être utilisée pour les études cinétiques. Le travail de Klinman avec Samuel impliquait de comprendre le rôle des ions métalliques divalents dans l'hydrolyse des phosphates d'acyle à haute énergie. Pendant son séjour en Israël, Klinman a survécu à la guerre des Six Jours de 1967,. Elle et son mari d'alors, Norman R. Klinman, ont quitté Israël en 1967, alors que son mari menait des études postdoctorales à l'Institut national de recherche médicale (en) à Mill Hill (en), Londres ,. Klinman a organisé un apprentissage non rémunéré à l'University College de Londres (UCL) dans le laboratoire de Charles A. Vernon, et a également suivi des cours de biochimie à l'UCL.
Klinman et son mari sont retournés aux États-Unis en 1968 et Klinman a accepté un poste d'associée postdoctorale à l'Institute for Cancer Research (ICR), qui fait partie du Fox Chase Cancer Research Institute (en) ,. Là, elle rejoint le laboratoire d'Irwin Rose, où elle étudie le mécanisme de l'aconitate isomérase (en), une enzyme qui catalyse l'isomérie cis-trans de l'acide aconitique,. Klinman a également étudié les produits stéréochimiques de l'ATP citrate lyase et de la citrate synthase .

## Carrière indépendante
En 1972, Klinman a été promue scientifique indépendante, équivalent à un poste de professeur adjoint, à l'Institut de recherche sur le cancer. En 1974, elle rejoint l'Université de Pennsylvanie en tant que professeure adjointe de biophysique.
En 1978, elle a déménagé à l'Université de Californie à Berkeley en tant que professeure agrégée de chimie, la première femme membre du corps professoral en sciences physiques à l'UC Berkeley. Elle est actuellement professeure à la Graduate School des départements de chimie et de biologie moléculaire et cellulaire et du California Institute for Quantitative Biosciences de l'Université de Californie à Berkeley. Elle a également été professeure Chancellor à l'Université de Californie à Berkeley,. Elle est actuellement professeure à la Graduate School.
Son groupe a découvert que l'effet tunnel de l'hydrogène (en) à température ambiante se produit parmi diverses réactions enzymatiques, telles que le clivage enzymatique du CH et a clarifié la dynamique du processus d'effet tunnel grâce à l'analyse des données. Ils ont également découvert les quino-enzymes, une nouvelle classe de cofacteurs redox dans les enzymes eucaryotes,.

## Honneurs et récompenses
- Bourse Guggenheim 1988 [26]
- 1992 et 2003-4 Miller Professorship, Université de Californie, Berkeley[27]
- 1993 Élue à l'Académie américaine des arts et des sciences [6]
- 1994 Élue à l'Académie nationale des sciences [5]
- 1994 Repligen Award pour la chimie des processus biologiques[28].
- 1995 Conférencière Alexander M. Cruickshank (en)[29]
- 1996 Fellow du ministère japonais des Sciences [19]
- 2000 Doctorat honorifique (FD(hc)) de l'Université d'Uppsala, Suède[30].
- 2001 Élue à la Société américaine de philosophie [8]
- 2003 David S. Sigman Lectureship Award de l'UCLA [31].
- 2005 Remsen Award, section Maryland de l'American Chemical Society[32]
- 2006 Doctorat honorifique (Sc.D.(hc)) de l'Université de Pennsylvanie
- 2007 Elue à l'Association américaine pour l'avancement des sciences[7]
- 2007 Merck Award de l'American Society of Biochemistry and Molecular Biology (en)[33]
- 2009 Elue à la Royal Society of Chemistry[19]
- 2011 Elue à l'American Chemical Society[19],[34]
- 2012 A. I. Scott Medal for Excellence in Biological Chemistry Research, Université A&M du Texas[19],[35]
- 2014 National Medal of Science[36],[37]
- 2015 Prix Mildred Cohn en chimie biologique de l'American Society for Biochemistry and Molecular Biology[38].
- 2017 Prix Willard-Gibbs de la Section de Chicago de l'American Chemical Society[39]
- 2018 Penn Chemistry Distinguished Alumni Award, Universityé de Pennsylvania[40]

## Publications (sélection)
- Methods in Enzymology Volume 258 (1995) : « Redox-Active Amino Acids in Biology »  (ISBN 978-0-12-182159-3 et 0-12-182159-5).

## Vie privée
Judith Klinman était mariée à Norman R. Klinman, qui devint plus tard professeur d'immunologie et de science microbienne à l'Institut de recherche Scripps. Les deux se sont rencontrés à l'Université de Pennsylvanie et se sont mariés pendant que Klinman terminait son doctorat,. Ils ont eu deux enfants ensemble, Andrew et Douglas,. Andrew est né alors que Klinman effectuait ses études supérieures (né en 1964-1966) et Douglas lorsqu'elle était étudiante postdoctorale à l'Institut des sciences Weizmann en Israël (né en 1967),. Elle et Norman ont divorcé en 1978, au moment du déménagement de son laboratoire à l'UC Berkeley,.
Judith Klinman a ensuite épousé Mordechai Mitnick, un organisateur populaire qui a ensuite établi un cabinet de psychothérapie à Oakland ,,,. Ils ont élevé quatre enfants ensemble : Alexandra, Joshua, Andrew et Douglas, et ont huit petits-enfants.
Klinman a une demi-sœur qui, à partir de 2002, travaillait pour la Small Business Administration.